# Порогівська сільська рада (Богородчанський район)
| Порогівська сільська рада — орган місцевого самоврядування у Богородчанському районі Івано-Франківської області з адміністративним центром у с. Пороги. Водоймища на території, підпорядкованій даній раді: річка Бистриця Солотвинська. Сільській раді підпорядковані населені пункти: - с. Пороги |

## Склад ради
Рада складається з 20 депутатів та голови.

### Керівний склад ради
| ПІБ                       | Основні відомості                                                               | Дата обрання | Дата звільнення |
| ------------------------- | ------------------------------------------------------------------------------- | ------------ | --------------- |
| Фуфалько Михайло Гнатович | Сільський голова, 1958 року народження, освіта, безпартійний                    | 26.03.2006   | 31.10.2010      |
| Пінчак Параска Дмитрівна  | Сільський голова, 1958 року народження, освіта середня спеціальна, позапартійна | 31.10.2010   |                 |

Примітка: таблиця складена за даними джерела